# Grabow (pommersch-mecklenburgisches Adelsgeschlecht)

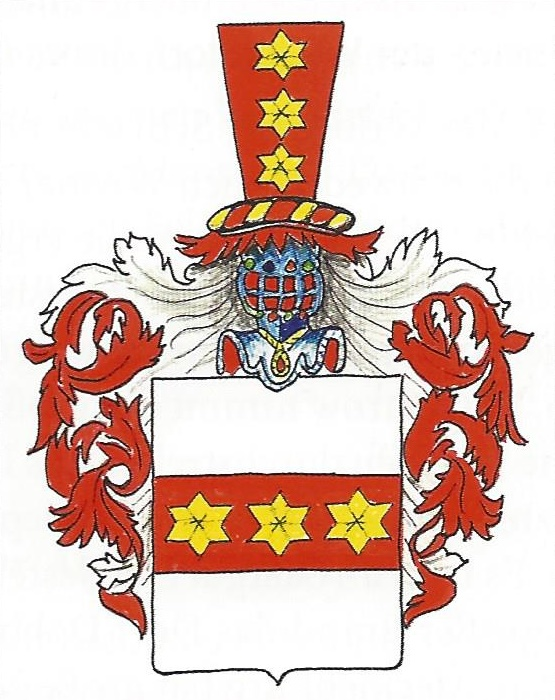
Wappen derer von Grabow

Grabow ist der Name eines alten mecklenburgischen Adelsgeschlechts, das seinen Ursprung jedoch in Pommern nimmt und von mehreren gleichnamigen aber stamm- und wappenverschiedenen Geschlechtern Grabow zu unterscheiden ist. Zu letzteren gehören die holsteinisch-lüneburgischen Grabow, die freiherrlichen Grabow aus der Prignitz und die magdeburgischen Grabow.

## Geschichte
Das Geschlecht erscheint nach Ernst Heinrich Kneschke zuerst im Jahre 1206 mit Dietrich Grabow als Urkundenzeuge. 1309 traten Arnoldus und Luderus des Grabowe als Urkundenzeugen für Herzog Bogislaw IV. von Pommern auf und ein weiterer Dietrich Grabow soll 1327 demnach Küchenmeister bei Herzog Otto I. von Pommern gewesenen sein. Hennicke Grabow war 1365 bis 1366 Vogt zu Parchim.
Zu Beginn des 17. Jahrhunderts reißen die Nachrichten über die Grabow in Vorpommern ab. Jedoch hatte sich die Familie früh nach Mecklenburg verbreitet. Achim und Claus Grabow sowie ein weiterer Achim Grabow unterzeichneten bereits 1523 die Union der Landstände. Auch Woosten war den von Grabow nicht fremd gewesen. Schon 1374 trat Ritter Johann von Grabow als Sekretär des Fürsten Johann von Werle als Zeuge beim Verkauf von Anteilen in Woosten und Medow auf. 1419 wurde Konrad von Grabow durch den Abt Konrad des Zisterzienserinnenklosters Neuenkamp mit Woosten belehnt. Ab 1431 verschrieben Luder von Grabow auf Suckwitz und Hans von Grabow auf Woosten der Bruderschaft Gregorii und Augustini, einem Parchimer Kaland, mehrmals Renten ihren Bauern in Severin.
Diesen Weg der Kapitalbeschaffung setzte 1487 Achim von Grabow auf Woosten fort. Mathias von Grabow verschrieb 1488 für 100 Goldgulden dieser Parchimer Bruderschaft eine Rente von jährlich 6 Florin.
Seit Mitte des 16. Jahrhunderts besaßen die von Grabow bereits Woosten und hatten das Kirchenpatronat inne. Nachdem Elar von Grabow (1532–1607) dessen Grabplatte in der Woostener Kirche im Zentrum sein Wappen und das der von Stralendorff, sowie links oben erneut das der Stralendorffer, rechts oben ebenfalls erneut das der eigenen Familie, links unten das der von der Lühe sowie rechts unten das der von Oldenburg zeigt, verstarb, musste 1649 Johann von Grabow seine Güter in Woosten, Finkenwerder und Klein Poserin aufgeben. Mit der Verpfändung des Grabow’schen Familienbesitzes Ende des Dreißigjährigen Krieges ging auch das Kirchenpatronat 1649 an den Kommandanten Major Christoph Trappmann und Anna Sophia, die Witwe des Jürgen von Linstow. 1707 brachte der Goldberger Amtshauptmann Christoph Hans von Grabow Woosten durch käuflichen Erwerb wieder in Familienbesitz und 1726 war Friedrich Wilhelm von Grabow Erbherr auf Woosten und Patron der Kirche. 1721 ging Woosten an die von Plessen. 1618 wurde die Sternberger Vogtei an die von Grabow verpfändet und im 17. Jahrhundert besaßen die von Grabow auch Severin. 1755 gehörte Friderich von Grabow auf Suckwitz zu den Unterzeichnern des Landesgrundgesetzlichen Erbvergleiches.
Bereits 1429 war Abele von Grabow bis 1437 die Priorin vom Kloster Dobbertin. 1562 wurde Dorothea Grabowen als Nonne erwähnt und war noch 1572 im Kloster Dobbertin. Auch Anna Grabowen auf Suckwitz war als Nonne im Kloster Dobbertin und wollte die Reformation nicht annehmen. Sie war eine von den halsstarrigen Nonnen und mutmaßlich diejenige, welche 1562 den Auszug der katholischen Nonnen nach Suckwitz veranlasste.
Im Einschreibebuch des Klosters Dobbertin befinden sich vier Eintragungen von Töchtern der Familien von Grabow von 1696 bis 1820 aus Woosten und Suckwitz zur Aufnahme in das dortige adlige Damenstift. Wegen fehlendem Nachweis der Ahnen wurde die am 1. September 1820 unter Nr. 979 eingeschriebene Eveline von Grabow, Tochter des Königlich Preußischen Hauptmanns von Grabow aus Wusterhausen aus der Liste gestrichen.

## Wappen
Das Stammwappen zeigt in Silber einen roten Querbalken belegt mit drei goldenen sechseckigen Sternen. Auf dem Helm mit silber-rot-goldenen Decken über dem silber-rot-goldenen Helmwulst ein rotes pfahlweises Schirmbrett belegt mit drei über einander stehenden goldenen Sternen.

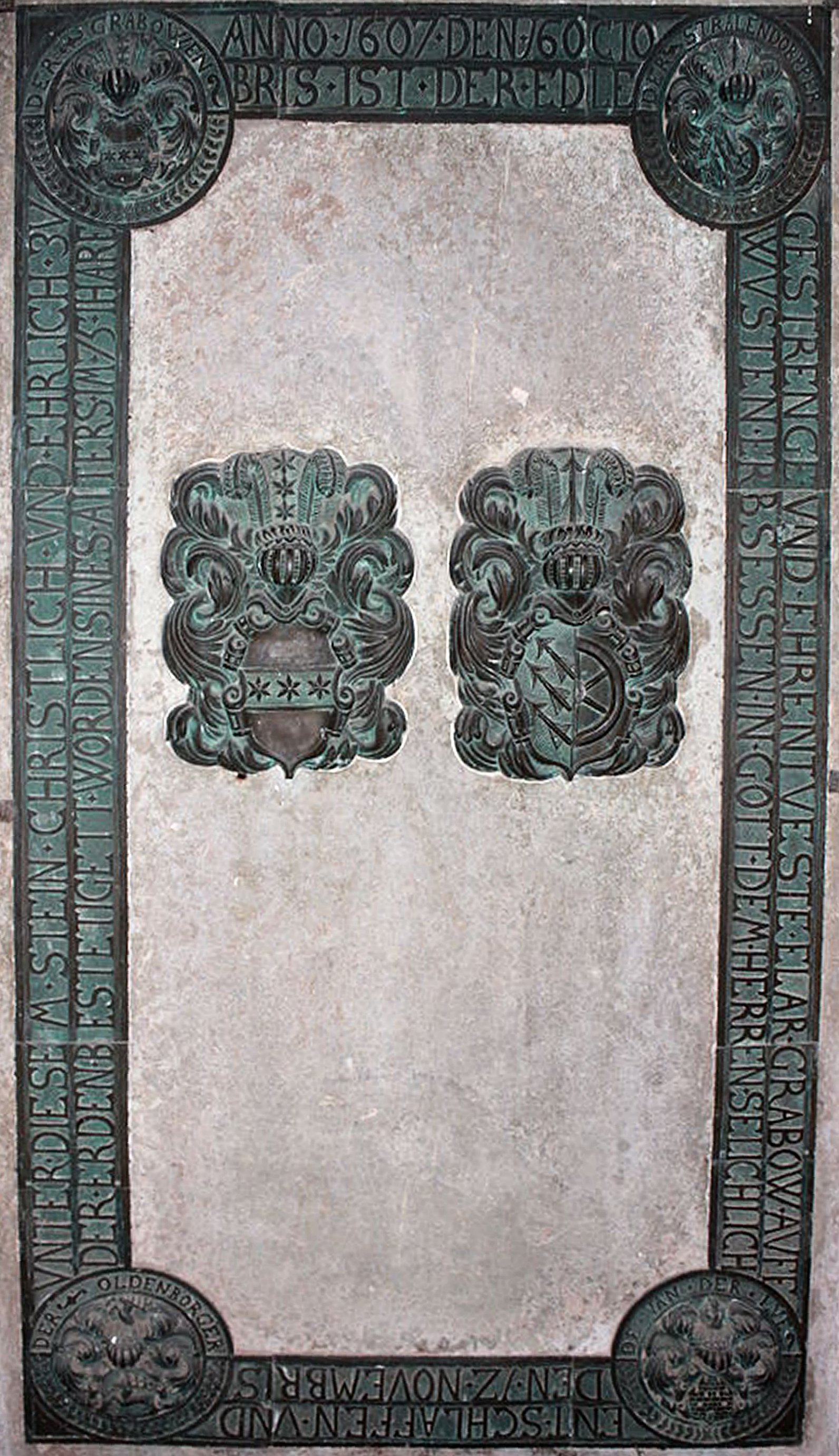
Grabplatte des Elar von Grabow, Dorfkirche Woosten
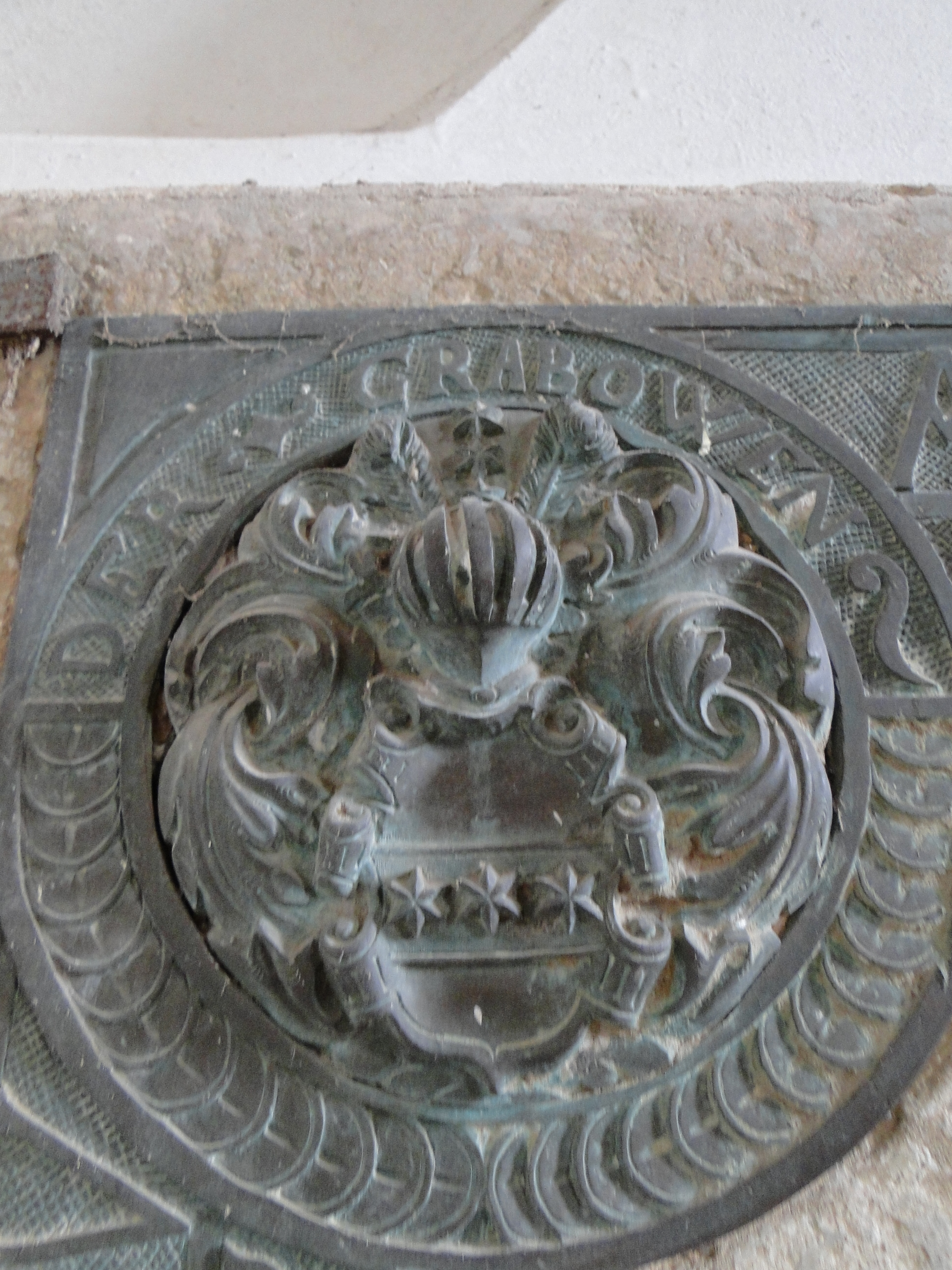
Wappen v. Grabow

## Bekannte Namensträger
- Elar von Grabow (1532–1607), Besitzer von Woosten, Finkenwerder und Klein Poserin.
- Joachim von Grabow (1560–1636), Besitzer auf Woosten und Patron der Kirche.
- Friedrich Wilhelm von Grabow († 1746), Hofgerichtsassessor in Güstrow und Ehemann der Dichterin Friderike Elisabeth von der Kettenburg (1705–1779)[8]
- Katharina Elisabeth von Grabow († 1774), Ehefrau des preußischen Husarengenerals Wilhelm Sebastian von Belling (1719–1779)

### Gedruckte Quellen
- Pommersches Urkundenbuch (PUB)
- Mecklenburgisches Urkundenbuch (MUB)
- Mecklenburgische Jahrbücher (MJB)

### Ungedruckte Quellen
Landeshauptarchiv Schwerin (LHAS)
- LHAS 1.5-4/3 Kloster Dobbertin. Urkunden, Regesten.
- LHAS 3.2-3/1 Landeskloster/Klosteramt Dobbertin. Nr. 233, 289, 390, 391.